# Villerot
Pour le militaire français, voir Angel Villerot.
Villerot (selon les anciens : Villerot = Ville bâtie sur le roc) est une section de la ville belge de Saint-Ghislain, située en Région wallonne dans la province de Hainaut. C’était une commune à part entière avant la fusion des communes de 1977.

## Géographie

### Situation
Villerot présente une altitude variant de 30 m aux abords du canal Nimy-Blaton-Péronnes jusqu’à 82 m au nord-est, à la frontière avec Sirault.
Il est traversé au sud de son territoire par le canal Nimy-Blaton-Péronnes.
Le village est également desservi au sud par la route nationale N50.

## Évolution démographique
- Sources : INS, Rem. : 1831 jusqu'en 1970 = recensements, 1976 = nombre d'habitants au 31 décembre.

## Histoire
Le village de Villerot, de la prévôté de Mons, est cité pour la première fois au XIe siècle ; des fouilles ont mis au jour des vestiges gallo-romains et francs.
Il se situe à présent dans l'arrondissement de Mons et le canton de Boussu. Au milieu du XIIe siècle, les habitants ont obtenu divers droits d’usage du seigneur de Baudour ; ce territoire, "alleu de Wauthier de Fontaine", fut remis en hommage au comte de Namur en 1211. Les recensements du XVIe siècle relèvent 31 feux et 36 cheminées en 1540 et 45 cheminées en 1553 ; d’autre part, la bataille dite d’Hautrage, le 17 juillet 1572, se déroula en partie sur Villerot, au champ de "l'Alouette". À la même époque, la famille seigneuriale est celle des "Ligne" et elle le restera jusqu’à la fin de l’Ancien Régime.

## Patrimoine et culture

### Patrimoine architectural

#### Eglise Saint-Pierre
L’église romano-gothique dédiée à saint Pierre aurait été bâtie au XIIe siècle et sans doute remaniée au XVe siècle, peut-être après le combat de 1572 (le bénitier date de 1595). L’édifice du culte est bâti de pierre et d’ardoise : clocher-mur campanaire de façade à deux ouïes et toit en bâtière ; courte nef, transept saillant, chœur bas terminé par une petite abside. L’église actuelle date de 1851 ; elle repose sur des soubassements anciens en moellons et comporte des vestiges des XVIIe et XVIIIe siècles : l’ensemble fut donc maintes fois remanié. La petite agglomération de chaumières et de vergers se groupait autour de cette église.